# 枕流公寓
31°14′20″N 121°29′0″E / 31.23889°N 121.48333°E
枕流公寓（Brookside Apartments），位于上海市静安区华山路691号-731号，为一幢折中主义风格公寓大楼，1994年入选第二批上海市优秀历史建筑。公寓原为李鸿章家族产业，租住者多为外侨，1949年以后则多为文化界名流居住。

## 历史
枕流公寓所在土地，最初为沪上英商泰兴银行大班于1900年所造的花园住宅。不久为李鸿章的三子李经迈购入，此后一直为李鸿章家族产业。1920年代末，随着城市人口的快速增长和土地制约的因素，上海开始兴起兴建高层公寓的风潮。1930年，李经迈委托哈沙德洋行设计在花园住宅原址上兴建高层公寓，馥记营造厂承建这次项目。
公寓大楼建成之后，根据英文名“Brookside Apartments”取名为“溪边公寓”，但业主对此并不满意，于是登报征名。应征者中有人建议以《世说新语·排调》篇中孙子荆劝说王武子归隐山园的故事“枕流漱石”来命名公寓。枕流漱石即以头枕流水以洗耳，漱石以磨砺其齿。比喻居静思危，潜心磨练心智。况且枕流一词也契合英文名称。最终李经迈接受该建议，将公寓命名为枕流公寓。

## 风格
枕流公寓全体为钢筋混凝土结构，地上七层，地下一层，总高28.9米，平面呈曲尺型。大楼立面采用折衷主義风格，内部装修采用西班牙式风格。公寓的主出口朝北，底部中央有门厅相连南北，南部为近2500平方米的花园，仿传统中国式园林布局。
公寓一到五层，每层设有6、7个套间不等。套间共分为2室到4室不一。最小的两室套间约有80平方米，而最大的四室套间则有150平方米，周璇入住枕流公寓后即租住150平方米的大套间。每个套间均有配备壁炉的卧室。另外，配备卫生间、厨房、餐厅、备餐室等结构。厨房都配有专门的烘烤设备。四室套间增加阳光室和两个大卫生间，并为仆佣设置专门进出套房的通道。大楼六楼到七楼则为复式单元，是当年沪上公寓式房屋中所少见。公寓的每层房屋都极为宽敞，层高均在3.35米左右，内部铺设有檀木地板。公寓地下一层为室内泳池，整个公寓在1930年代，以其独特风格和豪华配置，享誉申城。

## 所居名人
公寓自1930年代出租起，入住了大批社会名人。曾经或者现在居住过枕流公寓的包括：
- 戏剧界：周璇、傅全香、范瑞娟、王文娟、孙道临、乔奇、余红仙
- 文学美术界：叶以群、吴朴堂、徐铸成、沈柔坚、陶谋基、峻青、周而复、朱端钧、陈尚凡、乔奇、孙景路、徐幸、孙峻卿
- 商、政界：胡厥文、李国豪